# Parawubanoides unicornis
Genre
Espèce
Synonymes
- Linyphia unicornis O. Pickard-Cambridge, 1873
- Bathyphantes fucatus Kulczynski, 1885
- Bolyphantes bonneti Loksa, 1965

Parawubanoides unicornis, unique représentant du genre Parawubanoides, est une espèce d'araignées aranéomorphes de la famille des Linyphiidae.

## Distribution
Cette espèce se rencontre en Mongolie et en Russie en Sibérie,.

## Publications originales
- O. Pickard-Cambridge : On some new species of Araneida, chiefly from Oriental Siberia. Proceedings of the Zoological Society of London, vol. 1873, p. 435-452 (texte intégral).
- Eskov & Marusik, 1992 : On the mainly Siberian spider genera Wubanoides, Parawubanoides gen.n. and Poeciloneta (Aranei Linyphiidae). Arthropoda Selecta, vol. 1, no 1, p. 21-38 (texte intégral).